# Liste des chansons de Jean Ferrat
Cette page détaille, en respectant la chronologie, les chansons enregistrées par Jean Ferrat qui ont fait l'objet d'une diffusion sur disque.

## Chansons enregistrées

### 1958-1963 Périodes Vogue, RCA, Decca
| Titre                              | Paroles                           | Musique                                                                             | Durée      | Date de première sortie | Support |
| ---------------------------------- | --------------------------------- | ----------------------------------------------------------------------------------- | ---------- | ----------------------- | --- |
| Les Mercenaires                    | Guy Dauvilliez                    | Jean Ferrat                                                                         | 2 min 50 s | septembre 1958          | Super 45 tours Vogue EPL 7490 |
| Ma vie, mais qu'est-ce que c'est ? | Jean Ferrat                       | Jean Ferrat                                                                         | 2 min 31 s | septembre 1958          | Super 45 tours Vogue EPL 7490 |
| Frédo la nature                    | Jean Ferrat                       | Jean Ferrat                                                                         | 2 min 48 s | septembre 1958          | Super 45 tours Vogue EPL 7490 |
| L'Homme sandwich                   | Jean Ferrat                       | Jean Ferrat                                                                         | 2 min 58 s | septembre 1958          | Super 45 tours Vogue EPL 7490 |
| Les yeux d'Elsa (1re version)      | Louis Aragon                      | Jean Ferrat                                                                         | 2 min 40 s | 1960                    | Jean Ferrat met en musique ce poème en 1955 (ou 1956) ; Les yeux d'Elsa est enregistrée et diffusée en super 45 tours (Pathé-Marconi 45 EG 177 M), en 1956, par André Claveau. Jean Ferrat, pour sa part, la chante dans les cabarets et en 1957 l'interprète à la télévision. Il l'enregistre en studio (début) 1960, mais, insatisfait, décide de ne pas la diffuser. Les yeux d'Elsa reste inédit en disque jusqu'en 1982, année où elle est présente sur le 33 tours Festival FLD 747 Le Polonais. Ferrat, qui n'a pas été consulté, s'en émeut (l'opus de 10 titres comprend également la chanson Notre concerto, rééditée sans son agrément) et demande (avec Gérard Meys), que le disque soit retiré de la vente (Le 33 tours (12 titres) Festival FLD 751 Eh ! L'amour... lui est alors substitué et les deux titres litigieux retirés, tandis que sont ajoutées les chansons Eh ! L'amour, Ma môme, Les nomades et Federico García Lorca). Vingt ans plus tard, Jean Ferrat enregistre une seconde version du poème d'Aragon, qui est diffusée sur le CD Ferrat chante Aragon volume 1 (voir plus bas section Temey) |
| C'était Noël                       | Jean Ferrat                       | Jean Ferrat                                                                         | 1 min 45 s | décembre 1960           | super 45 tours RCA 76.438 sous le pseudonyme de Noël Frank |
| Près de la rivière enchantée       | Jean Ferrat                       | Claude-Henri Vic                                                                    | 2 min 13 s | décembre 1960           | super 45 tours RCA 76.438 sous le pseudonyme de Noël Frank |
| Quand la valse est là              | René-Louis Lafforgue              | René-Louis Lafforgue                                                                |            | décembre 1960           | super 45 tours RCA 76.438 sous le pseudonyme de Noël Frank |
| Notre concerto                     | Umberto Bindi                     | Jean Broussolle                                                                     |            | décembre 1960           | super 45 tours RCA 76.438 sous le pseudonyme de Noël Frank |
| Ma môme                            | Pierre Frachet                    | Jean Ferrat                                                                         | 2 min 30 s | décembre 1960           | Super 45 tours Decca 451.012 33 tours 25cm Decca 123.991 Deux enfants au soleil (1961) |
| Regarde-toi Paname                 | Pierre Frachet                    | Jean Ferrat                                                                         | 2 min 30 s | décembre 1960           | Super 45 tours Decca 451.012 33 tours 25cm Decca 123.991 Deux enfants au soleil (1961) |
| Federico García Lorca              | Jean Ferrat                       | Claude-Henri Vic                                                                    | 3 min 00 s | décembre 1960           | Super 45 tours Decca 451.012 33 tours 25cm Decca 123.991 Deux enfants au soleil (1961) |
| L'Éloge du célibat                 | Pierre Frachet                    | Jean Ferrat                                                                         | 2 min 35 s | décembre 1960           | Super 45 tours Decca 451.012 33 tours 25cm Decca 123.991 Deux enfants au soleil (1961) |
| Paris Gavroche                     | Georges Bérard, Jean Ferrat       | Charles Rinieri (à la Sacem la musique est crédité Charles Algarra, alias Rinieri,) | 2 min 25 s | mai 1961                | Super 45 tours Decca 451.047 33 tours 25cm Decca 123.991 Deux enfants au soleil |
| Ta chanson                         | Jean Ferrat                       | Jean Ferrat                                                                         | 2 min 18 s | mai 1961                | Super 45 tours Decca 451.047 33 tours 25cm Decca 123.991 Deux enfants au soleil |
| Ma fille                           | Jamblan                           | Jean Ferrat                                                                         | 1 min 55 s | mai 1961                | Super 45 tours Decca 451.047 33 tours 25cm Decca 123.991 Deux enfants au soleil |
| J'entends, j'entends               | Louis Aragon                      | Jean Ferrat                                                                         | 2 min 25 s | mai 1961                | Super 45 tours Decca 451.047 33 tours 25cm Decca 123.991 Deux enfants au soleil |
| Eh l'amour !                       | Jean Ferrat                       | Jean Ferrat                                                                         | 2 min 53 s | décembre 1961           | Super 45 tours Decca 451.087 |
| La Cervelle                        | Bernard Dimey                     | Jean Ferrat                                                                         | 2 min 25 s | décembre 1961           | Super 45 t. Decca 451.087 |
| Deux enfants au soleil             | Claude Delécluse                  | Jean Ferrat                                                                         | 2 min 35 s | décembre 1961           | Super 45 tours Decca 451.087 33 tours 25cm Decca 123.991 Deux enfants au soleil |
| Napoléon IV                        | Jean Ferrat                       | Jean Ferrat                                                                         | 2 min 55 s | décembre 1961           | Super 45 t. Decca 451.087 33 tours 25cm Decca 123.991 Deux enfants au soleil |
| La Fête aux copains                | Georges Coulonges                 | Jean Ferrat                                                                         | 2 min 25 s | décembre 1962           | Super 45 tours Decca 451.159 33 tours 25cm Decca 124.018S La Fête aux copains |
| Le Petit Jardin                    | Michelle Senlis                   | Jean Ferrat                                                                         | 2 min 37 s | décembre 1962           | Super 45 tours Decca 451.159 33 tours 25cm Decca 124.018S La Fête aux copains |
| Les Noctambules                    | Michelle Senlis, Claude Delécluse | Jean Ferrat                                                                         | 2 min 03 s | décembre 1962           | Super 45 tours Decca 451.159 33 tours 25cm Decca 124.018S La Fête aux copains |
| L'Homme à l'oreille coupée         | Michelle Senlis, Claude Delécluse | Jean Ferrat                                                                         | 2 min 50 s | décembre 1962           | Super 45 tours Decca 451.159 33 tours 25cm Decca 124.018S La Fête aux copains |
| Mes amours                         | Michelle Senlis                   | Jean Ferrat                                                                         | 2 min 38 s | décembre 1962           | 33 tours 25cm Decca 124.018S La Fête aux copains |
| Les Petits Bistrots                | Michelle Senlis, Claude Delécluse | Jean Ferrat                                                                         | 1 min 40 s | novembre 1962           | 33 tours 25cm Decca 124.018S La Fête aux copains |
| Les Nomades                        | Michelle Senlis                   | Jean Ferrat                                                                         | 2 min 55 s | décembre 1962           | 33 tours 25cm Decca 124.018S La Fête aux copains |
| Le Polonais                        | Claude Delécluse                  | Jean Ferrat                                                                         | 2 min 40 s | décembre 1962           | 33 tours 25cm Decca 124.018S La Fête aux copains |

### 1963-1975 période Barclay
| Titre                                     | Paroles                           | Musique          | Durée      | Date de première sortie | Support |
| ----------------------------------------- | --------------------------------- | ---------------- | ---------- | ----------------------- | --- |
| Nuit et Brouillard                        | Jean Ferrat                       | Jean Ferrat      | 3 min 07 s | décembre 1963           | 33 tours 25cm Barclay 80 213 S Nuit et Brouillard |
| À Brassens                                | Jean Ferrat                       | Jean Ferrat      | 2 min 25 s | décembre 1963           | 33 tours 25cm Barclay 80 213 S Nuit et Brouillard |
| Les Enfants terribles                     | Jean Ferrat                       | Jean Ferrat      | 2 min 39 s | décembre 1963           | 33 tours 25cm Barclay 80 213 S Nuit et Brouillard |
| Toujours la même g...                     | Jean Ferrat                       | Jean Ferrat      | 2 min 55 s | décembre 1963           | 33 tours 25cm Barclay 80 213 S Nuit et Brouillard |
| C'est beau la vie                         | Claude Delécluse, Michelle Senlis | Jean Ferrat      | 2 min 41 s | décembre 1963           | 33 tours 25cm Barclay 80 213 S Nuit et Brouillard |
| Quatre cents enfants noirs                | Michelle Senlis                   | Jean Ferrat      | 2 min 52 s | décembre 1963           | 33 tours 25cm Barclay 80 213 S Nuit et Brouillard |
| Nous dormirons ensemble                   | Louis Aragon                      | Jean Ferrat      | 2 min 19 s | décembre 1963           | 33 tours 25cm Barclay 80 213 S Nuit et Brouillard 33 tours Barclay 80443 Ferrat chante Aragon (1971) |
| Horizontalement                           | Roland Valade                     | Jean Ferrat      | 2 min 37 s | décembre 1963           | 33 tours 25cm Barclay 80 213 S Nuit et Brouillard |
| Sainte Canaille                           | Pierre Cour                       | Jean Ferrat      | 2 min 10 s | décembre 1963           | Super 45 tours Barclay 70 592 M |
| La Montagne                               | Jean Ferrat                       | Jean Ferrat      | 3 min 04 s | novembre 1964           | Super 45 tours Barclay SBGE 83163 33 tours 25cm 80253 La Montagne (janvier 1965) |
| Autant d'amour autant de fleurs           | Henri Bassis                      | Jean Ferrat      | 2 min 11 s | novembre 1964           | Super 45 tours Barclay SBGE 83163 33 tours 25cm 80253 La Montagne |
| Hourrah !                                 | Jean Ferrat                       | Jean Ferrat      | 2 min 16 s | novembre 1964           | Super 45 tours Barclay SBGE 83163 33 tours 25cm 80253 La Montagne |
| Que serais-je sans toi                    | Louis Aragon                      | Jean Ferrat      | 3 min 05 s | novembre 1964           | Super 45 tours Barclay SBGE 83163 33 tours 25cm 80253 La Montagne 33 tours Barclay 80443 Ferrat chante Aragon (1971) |
| La Jeunesse                               | Georges Coulonges                 | Jean Ferrat      | 2 min 24 s | janvier 1965            | Super 45 tours Barclay 70748 33 tours 25cm 80253 La Montagne |
| Au bout de mon âge                        | Louis Aragon                      | Jean Ferrat      | 2 min 18 s | janvier 1965            | Super 45 tours Barclay 70 748 33 tours 25cm 80253 La Montagne 33 tours Barclay 80443 Ferrat chante Aragon (1971) |
| Berceuse                                  | Jean Ferrat                       | Jean Ferrat      | 3 min 20 s | janvier 1965            | Super 45 tours Barclay 70 748 33 tours 25cm 80253 La Montagne |
| Le Jour où je deviendrai gros             | Jean Ferrat                       | Jean Ferrat      | 2 min 24 s | janvier 1965            | Super 45 tours Barclay 70 748 33 tours 25cm 80253 La Montagne |
| On ne voit pas le temps passer            | Jean Ferrat                       | Jean Ferrat      | 2 min 16 s | mai 1965                | super 45 tours Barclay 70 764 BOF La Vieille Dame indigne de René Allio 33 tours Barclay 80291 Potemkine (décembre 1965) |
| Loin                                      | Jean Ferrat                       | Jean Ferrat      | 1 min 57 s | mai 1965                | super 45 tours Barclay 70 764 |
| Tu ne m'as jamais quitté                  | Jean Ferrat                       | Jean Ferrat      | 2 min 42 s | mai 1965                | super 45 tours Barclay 70 764 |
| Potemkine                                 | Georges Coulonges                 | Jean Ferrat      | 2 min 48 s | décembre 1965           | 33 tours Barclay 80291 Potemkine |
| C'est si peu dire que je t'aime           | Louis Aragon                      | Jean Ferrat      | 2 min 19 s | décembre 1965           | 33 tours Barclay 80291 Potemkine 33 tours Barclay 80443 Ferrat chante Aragon (1971) |
| Les Belles Étrangères                     | Michelle Senlis                   | Jean Ferrat      | 2 min 45 s | décembre 1965           | 33 tours Barclay 80291 Potemkine |
| Je ne chante pas pour passer le temps     | Jean Ferrat                       | Jean Ferrat      | 2 min 34 s | décembre 1965           | 33 tours Barclay 80291 Potemkine |
| La Voix lactée (S.G.D.G.)                 | Jean Ferrat                       | Jean Ferrat      | 3 min 02 s | décembre 1965           | 33 tours Barclay 80291 Potemkine |
| C'est toujours la première fois           | Jean Ferrat                       | Jean Ferrat      | 2 min 53 s | décembre 1965           | 33 tours Barclay 80291 Potemkine |
| Le Sabre et le Goupillon                  | Jean Ferrat                       | Jean Ferrat      | 2 min 42 s | décembre 1965           | 33 tours Barclay 80291 Potemkine |
| Raconte-moi la mer                        | Claude Delécluse                  | Jean Ferrat      | 4 min 15 s | décembre 1965           | 33 tours Barclay 80291 Potemkine |
| À l'été de la saint Martin                | Jean Ferrat                       | Jean Ferrat      | 2 min 30 s | décembre 1965           | 33 tours Barclay 80291 Potemkine |
| Les Beaux Jours                           | Jean Ferrat                       | Jean Ferrat      | 2 min 42 s | mai 1966                | super 45 tours Barclay 70 763 BOF Le Coup de grâce de Jean Cayrol et Claude Durand |
| Maria                                     | Jean-Claude Massoulier            | Jean Ferrat      | 3 min 06 s | janvier 1967            | 33 tours Barclay 80 338 Maria |
| Heureux celui qui meurt d'aimer           | Louis Aragon                      | Jean Ferrat      | 2 min 55 s | janvier 1967            | 33 tours Barclay 80 338 Maria 33 tours Barclay 80443 Ferrat chante Aragon (1971) |
| En groupe en ligue en procession          | Jean Ferrat                       | Jean Ferrat      | 2 min 50 s | janvier 1967            | 33 tours Barclay 80 338 Maria |
| Si je mourais là-bas                      | Guillaume Apollinaire             | Jean Ferrat      | 3 min 00 s | janvier 1967            | 33 tours Barclay 80 338 Maria |
| La liberté est en voyage                  | Jean Ferrat                       | Jean Ferrat      | 3 min 04 s | janvier 1967            | 33 tours Barclay 80 338 Maria |
| Un enfant quitte Paris                    | Georges Coulonges                 | Jean Ferrat      | 3 min 25 s | janvier 1967            | 33 tours Barclay 80 338 Maria |
| Un jour un jour                           | Louis Aragon                      | Jean Ferrat      | 4 min 55 s | janvier 1967            | 33 tours Barclay 80 338 Maria 33 tours Barclay 80443 Ferrat chante Aragon (1971) |
| Alléluia !                                | Jean Ferrat                       | Jean Ferrat      | 3 min 26 s | janvier 1967            | 33 tours Barclay 80 338 Maria |
| Chanson pour toi                          | Michelle Senlis                   | Jean Ferrat      | 2 min 56 s | janvier 1967            | 33 tours Barclay 80 338 Maria |
| Pauvre Boris                              | Jean Ferrat                       | Jean Ferrat      | 3 min 25 s | janvier 1967            | 33 tours Barclay 80 338 Maria |
| De Nogent jusqu'à la mer                  | André Gardy                       | Jean Ferrat      | 2 min 29 s | 1967                    | 33 tours Barclay 80337S |
| Cuba sí                                   | Henri Gougaud                     | Jean Ferrat      | 2 min 48 s | décembre 1967           | 33 tours Barclay 80360S À Santiago |
| Mourir au soleil                          | Jean Ferrat                       | Jean Ferrat      | 2 min 56 s | décembre 1967           | 33 tours Barclay 80360S À Santiago |
| Excusez-moi                               | Jean Ferrat                       | Jean Ferrat      | 2 min 36 s | décembre 1967           | 33 tours Barclay 80360S À Santiago |
| Prisunic                                  | Henri Gougaud                     | Jean Ferrat      | 2 min 54 s | décembre 1967           | 33 tours Barclay 80360S À Santiago |
| À Santiago                                | Jean Ferrat                       | Jean Ferrat      | 2 min 47 s | décembre 1967           | 33 tours Barclay 80360S À Santiago |
| Ce qu'on est bien mon amour               | Jean Ferrat                       | Jean Ferrat      | 2 min 45 s | décembre 1967           | 33 tours Barclay 80360S À Santiago |
| Les Guérilleros                           | Jean Ferrat                       | Jean Ferrat      | 2 min 55 s | décembre 1967           | 33 tours Barclay 80360S À Santiago |
| Au point du jour                          | Henri Gougaud                     | Jean Ferrat      | 2 min 36 s | décembre 1967           | 33 tours Barclay 80360S À Santiago |
| Pauvres Petits C...                       | Jean Ferrat                       | Jean Ferrat      | 3 min 06 s | décembre 1967           | 33 tours Barclay 80360S À Santiago |
| Indien                                    | Jean Ferrat                       | Jean Ferrat      | 3 min 29 s | décembre 1967           | 33 tours Barclay 80360S À Santiago |
| Deux enfants au soleil                    | Claude Delécluse                  | Jean Ferrat      | 2 min 34 s | 1968                    | En 1964 Jean Ferrat réenregistre chez Barclay dix chansons de sa première période - parues entre 1960 et 1962. Quatre ans plus tard elles sont diffusées sur le 33 tours Barclay 80.379 10 Grandes Chansons de Jean Ferrat, |
| Ma môme                                   | Pierre Frachet                    | Jean Ferrat      | 1 min 56 s | 1968                    | 33 tours Barclay 80.379 10 Grandes Chansons de Jean Ferrat |
| J'entends, j'entends                      | Louis Aragon                      | Jean Ferrat      | 3 min 04 s | 1968                    | 33 tours Barclay 80.379 10 Grandes Chansons de Jean Ferrat 33 tours Barclay 80443 Ferrat chante Aragon (1971) |
| La Fête aux copains                       | Georges Coulonges                 | Jean Ferrat      | 2 min 26 s | 1968                    | 33 tours Barclay 80.379 10 Grandes Chansons de Jean Ferrat |
| Federico García Lorca                     | Jean Ferrat                       | Claude-Henri Vic | 3 min 11 s | 1968                    | 33 tours Barclay 80.379 10 Grandes Chansons de Jean Ferrat |
| Les Nomades                               | Michelle Senlis                   | Jean Ferrat      | 2 min 49 s | 1968                    | 33 tours Barclay 80.379 10 Grandes Chansons de Jean Ferrat |
| Napoléon IV                               | Jean Ferrat                       | Jean Ferrat      | 2 min 53 s | 1968                    | 33 tours Barclay 80.379 10 Grandes Chansons de Jean Ferrat |
| Mes amours                                | Michelle Senlis                   | Jean Ferrat      | 2 min 28 s | 1968                    | 33 tours Barclay 80.379 10 Grandes Chansons de Jean Ferrat |
| Les Noctambules                           | Michelle Senlis, Claude Delécluse | Jean Ferrat      | 2 min 12 s | 1968                    | 33 tours Barclay 80.379 10 Grandes Chansons de Jean Ferrat |
| L'Homme à l'oreille coupée                | Michelle Senlis, Claude Delécluse | Jean Ferrat      | 3 min 11 s | 1968                    | 33 tours Barclay 80.379 10 Grandes Chansons de Jean Ferrat |
| Au printemps de quoi rêvais-tu ?          | Jean Ferrat                       | Jean Ferrat      | 3 min 10 s | mars 1969               | 33 tours Barclay 80 384 Ma France |
| La Matinée (en duo avec Christine Sèvres) | Henri Gougaud                     | Jean Ferrat      | 2 min 53 s | mars 1969               | 33 tours Barclay 80 384 Ma France |
| L'Idole à papa                            | Jean Ferrat                       | Jean Ferrat      | 3 min 18 s | mars 1969               | 33 tours Barclay 80 384 Ma France |
| Les Poètes                                | Louis Aragon                      | Jean Ferrat      | 4 min 04 s | mars 1969               | 33 tours Barclay 80 384 Ma France 33 tours Barclay 80443 Ferrat chante Aragon (1971) |
| Ariane                                    | Maurice Bourdet                   | Jean Ferrat      | 2 min 24 s | mars 1969               | 33 tours Barclay 80 384 Ma France |
| La Petite Fleur qui tombe                 | Henri Gougaud                     | Jean Ferrat      | 2 min 55 s | mars 1969               | 33 tours Barclay 80 384 Ma France |
| Ma France                                 | Jean Ferrat                       | Jean Ferrat      | 3 min 40 s | mars 1969               | 33 tours Barclay 80 384 Ma France |
| Rien à voir                               | Henri Gougaud                     | Jean Ferrat      | 2 min 10 s | mars 1969               | 33 tours Barclay 80 384 Ma France |
| Les Filles longues                        | Jean Ferrat                       | Jean Ferrat      | 4 min 24 s | mars 1969               | 33 tours Barclay 80 384 Ma France |
| Hop-là nous vivons                        | Henri Gougaud                     | Jean Ferrat      | 2 min 32 s | mars 1969               | 33 tours Barclay 80 384 Ma France |
| Le Bureau                                 | Jean Ferrat                       | Jean Ferrat      | 3 min 16 s | mars 1969               | 33 tours Barclay 80 384 Ma France |
| Un jour futur                             | Henri Gougaud                     | Jean Ferrat      | 1 min 58 s | mars 1969               | 33 tours Barclay 80 384 Ma France |
| Camarade                                  | Jean Ferrat                       | Jean Ferrat      | 2 min 35 s | janvier 1970            | 33 tours Barclay 80413 Camarade |
| Tout ce que j'aime                        | Philippe Pauletto                 | Jean Ferrat      | 2 min 58 s | janvier 1970            | 33 tours Barclay 80413 Camarade |
| Les Demoiselles de magasin                | Jean Ferrat                       | Jean Ferrat      | 2 min 38 s | janvier 1970            | 33 tours Barclay 80413 Camarade |
| Mon bel amour                             | Jean Ferrat                       | Jean Ferrat      | 3 min 03 s | janvier 1970            | 33 tours Barclay 80413 Camarade |
| 17 ans                                    | Jean Ferrat                       | Jean Ferrat      | 2 min 07 s | janvier 1970            | 33 tours Barclay 80413 Camarade |
| Sacré Félicien                            | Jean Ferrat                       | Jean Ferrat      | 2 min 28 s | janvier 1970            | 33 tours Barclay 80413 Camarade |
| La Cavale                                 | Jean Ferrat                       | Jean Ferrat      | 2 min 34 s | janvier 1970            | 33 tours Barclay 80413 Camarade |
| Y aurait-il                               | Pierre Louki                      | Jean Ferrat      | 2 min 45 s | janvier 1970            | 33 tours Barclay 80413 Camarade |
| Intox                                     | Jean Ferrat                       | Jean Ferrat      | 3 min 44 s | janvier 1970            | 33 tours Barclay 80413 Camarade |
| Les Lilas                                 | Louis Aragon                      | Jean Ferrat      | 2 min 48 s | janvier 1970            | 33 tours Barclay 80413 Camarade |
| La Commune                                | Georges Coulonges                 | Jean Ferrat      | 2 min 34 s | 1971                    | 33 tours Barclay 80.427 Aimer à perdre la raison |
| Les Derniers Tziganes                     | Michelle Senlis                   | Jean Ferrat      | 2 min 54 s | 1971                    | 33 tours Barclay 80.427 Aimer à perdre la raison |
| Je vous aime                              | Jean Ferrat                       | Jean Ferrat      | 3 min 23 s | 1971                    | 33 tours Barclay 80.427 Aimer à perdre la raison |
| Mis à part                                | Jean Ferrat                       | Jean Ferrat      | 3 min 18 s | 1971                    | 33 tours Barclay 80.427 Aimer à perdre la raison |
| Comprendre                                | Jean Ferrat                       | Jean Ferrat      | 3 min 12 s | 1971                    | 33 tours Barclay 80.427 Aimer à perdre la raison |
| Les Touristes partis                      | Jean Ferrat                       | Jean Ferrat      | 2 min 15 s | 1971                    | 33 tours Barclay 80.427 Aimer à perdre la raison |
| État d'âme                                | Jean Ferrat                       | Jean Ferrat      | 3 min 00 s | 1971                    | 33 tours Barclay 80.427 Aimer à perdre la raison |
| J'imagine                                 | Henri Gougaud                     | Jean Ferrat      | 2 min 40 s | 1971                    | 33 tours Barclay 80.427 Aimer à perdre la raison |
| L'Adresse du bonheur                      | Henri Gougaud                     | Jean Ferrat      | 2 min 30 s | 1971                    | 33 tours Barclay 80.427 Aimer à perdre la raison |
| Aimer à perdre la raison                  | Louis Aragon                      | Jean Ferrat      | 2 min 35 s | 1971                    | 33 tours Barclay 80.427 Aimer à perdre la raison |
| Et pour l'exemple                         | Philippe Pauletto                 | Jean Ferrat      | 2 min 50 s | 1971                    | 33 tours Barclay 80.427 Aimer à perdre la raison |
| Le Malheur d'aimer                        | Louis Aragon                      | Jean Ferrat      | 2 min 23 s | novembre 1971           | 33 tours Barclay 80443 Ferrat chante Aragon |
| Robert le diable                          | Louis Aragon                      | Jean Ferrat      | 3 min 17 s | novembre 1971           | 33 tours Barclay 80443 Ferrat chante Aragon |
| À moi l'Afrique                           | Michelle Senlis                   | Jean Ferrat      | 4 min 32 s | mars 1972               | 33 tours Barclay 80453 À moi l'Afrique |
| Picasso Colombe                           | Henri Gougaud                     | Jean Ferrat      | 2 min 56 s | mars 1972               | 33 tours Barclay 80453 À moi l'Afrique |
| Une femme honnête...                      | Jean Ferrat                       | Jean Ferrat      | 3 min 04 s | mars 1972               | 33 tours Barclay 80453 À moi l'Afrique |
| À l'ombre bleue du figuier                | Michelle Senlis                   | Jean Ferrat      | 2 min 30 s | mars 1972               | 33 tours Barclay 80453 À moi l'Afrique |
| Si j'étais peintre ou maçon               | Jean Ferrat                       | Jean Ferrat      | 2 min 26 s | mars 1972               | 33 tours Barclay 80453 À moi l'Afrique |
| Les Saisons                               | Jean Ferrat                       | Jean Ferrat      | 3 min 43 s | mars 1972               | 33 tours Barclay 80453 À moi l'Afrique |
| La Leçon buissonnière                     | Guy Thomas                        | Jean Ferrat      | 2 min 58 s | mars 1972               | 33 tours Barclay 80453 À moi l'Afrique |
| Paris an 2000                             | Henri Gougaud                     | Jean Ferrat      | 2 min 53 s | mars 1972               | 33 tours Barclay 80453 À moi l'Afrique |
| Hou hou méfions-nous                      | Jean Ferrat                       | Jean Ferrat      | 3 min 31 s | mars 1972               | 33 tours Barclay 80453 À moi l'Afrique |
| Ils volent volent volent                  | Jean Ferrat                       | Jean Ferrat      | 3 min 04 s | mars 1972               | 33 tours Barclay 80453 À moi l'Afrique |
| Mon palais                                | Jean Ferrat                       | Jean Ferrat      | 3 min 05 s | septembre 1972          | super 45 tours Barclay 71474M |
| Caserne                                   | Guy Thomas                        | Jean Ferrat      | 2 min 30 s | septembre 1972          | super 45 tours Barclay 71474M |
| La Boldochévique                          | Jean Ferrat                       | Jean Ferrat      | 2 min 22 s | septembre 1972          | super 45 tours Barclay 71474M |
| Le petit trou pas cher                    | Guy Thomas                        | Jean Ferrat      | 2 min 18 s | septembre 1972          | super 45 tours Barclay 71474M |
| Prière du vieux Paris                     | Henri Gougaud                     | Alain Goraguer   | 2 min 30 s | 1972                    | 33 tours Barclay Jean Ferrat au Palais des sports 1972, |